# Ménéac
Ménéac (bret. Menieg) – miejscowość i gmina we Francji, w regionie Bretania, w departamencie Morbihan.
Według danych na rok 1990 gminę zamieszkiwało 1837 osób, a gęstość zaludnienia wynosiła 27 osób/km² (wśród 1269 gmin Bretanii Ménéac plasuje się na 343. miejscu pod względem liczby ludności, natomiast pod względem powierzchni na miejscu 25.).